# پژوهشکده تحقیقات فضایی ایران

لوگو پژوهشکده تحقیقات فضایی

پژوهشکده تحقیقات فضایی نام یک پژوهشکده وابسته به سازمان فضایی ایران می‌باشد که بر اساس مجوز شماره ۱۳۲۶۲/ ۲۲ مورخ ۳۰/ ۷ /۱۳۸۶ شورای گسترش آموزش عالی و به منظور پاسخگویی به بخشی از نیازهای پژوهشی ایران در زمینه فناوری‌های فضایی ایجاد شده‌است.
این پژوهشکده تابع تمامی قوانین و مقررات مربوط و ضوابط و آیین‌نامه‌های مصوب وزارت علوم، تحقیقات و فناوری ایران و سایر مراجع مرتبط می‌باشد.
این پژوهشکده از سال ۱۳۹۱ به‌طور رسمی به پژوهشگاه فضایی ایران ملحق شده و تحت عنوان جدید «پژوهشکده سامانه‌های ماهواره» به فعالیت خود در زمینه توسعه ماهواره‌های مخابراتی و سنجش از دور ادامه می‌دهد.

## اهداف پژوهشکده
- مأموریت گرایی در توسعه و گسترش پژوهش در زمینه فضا و دستیابی به علوم و فناوری‌های فضایی
- زمینه سازی برای ارتقای فعالیت‌های پژوهشی مرتبط
- تجاری سازی دستاوردهای پژوهشی[۱]

## وظایف پژوهشکده
- بررسی و شناسائی نیازهای پژوهشی در زمینه ایجاد، انتقال و جذب فناوریهای پیشرفته فضایی
- اجرای طرحهای پژوهشی بنیادی، کاربردی و توسعه ای به منظور تحقق اهداف پژوهشکده
- فراهم آوردن امکانات لازم و متناسب با فعالیت‌های پژوهشی مرتبط
- همکاری پژوهشی با دانشگاه‌ها و مؤسسات پژوهشی، نهادهای علمی، صنعتی دولتی و غیردولتی فعال داخل و خارج ایران به منظور ارتقای کیفیت فعالیت‌های پژوهشی در زمینه علوم و فناوری‌های فضایی
- عرضه دستاوردهای علمی و پژوهشی پژوهشکده در بازار و کسب درآمد
- انتشار مجله، کتاب علمی، جزوه آموزشی، تولید نرم‌افزار و برنامه‌های رایانه ای متناسب با اهداف پژوهشکده
- برگزاری همایشهای علمی و ارائه دستاوردهای پژوهشی در قالب کارگاه‌های آموزشی[۱]

## چشم‌انداز ده ساله پژوهشکده
پژوهشکده تحقیقات فضایی در افق ده ساله خود باید تبدیل به «کانون فعالیت‌های ماهواره ای ایران با برخورداری از دانش و فناوریهای پیشرفته فضایی و دستیابی به سهم قابل توجه از بازار محصولات و خدمات فضایی در سطح جهانی» شود.

## طرح و پروژه‌ها
- پروژه زهره
- پروژه پارس ۲
- پروژه مصباح ۲[۲]